# Emilio Villalba Welsh
Emilio Villalba Welsh (né le 29 août 1906 et mort le 7 septembre 1992) est un scénariste argentin.

## Filmographie
- 1943 : El sillón y la gran duquesa
- 1944 : Su esposa diurna
- 1944 : El deseo
- 1946 : Un modelo de París
- 1946 : Albergue de mujeres
- 1947 : La caraba
- 1947 : S.O.S. grand'mère
- 1947 : La cumparsita
- 1947 : La senda oscura
- 1948 : La hostería del caballito blanco
- 1948 : María de los Ángeles
- 1949 : Cita en las estrellas
- 1949 : Edición extra
- 1949 : La danza del fuego de Daniel Tinayre
- 1950 : La vendedora de fantasías
- 1950 : Don Fulgencio
- 1950 : Juan Mondiola
- 1952 : Nace un campeón
- 1952 : Deshonra
- 1953 : Intermezzo criminal
- 1953 : Mi adorada Clementina
- 1954 : Dringue, Castrito y la lámpara de Aladino
- 1954 : Tres citas con el destino
- 1954 : El abuelo
- 1955 : Mi marido y mi novio
- 1955 : El juramento de Lagardere
- 1955 : Bacará
- 1956 : El tango en París
- 1957 : Tinieblas
- 1958 : El hombre que hizo el milagro
- 1958 : El calavera
- 1959 : Angustia de un secreto
- 1959 : Amor se dice cantando
- 1959 : S.O.S., abuelita
- 1961 : Y el cuerpo sigue aguantando
- 1961 : Patricia mía
- 1961 : La cumparsita
- 1963 : Las ratas
- 1964 : Tres alcobas
- 1966 : La mujer de tu prójimo
- 1966 : Escala musical
- 1973 : Si se calla el cantor
- 1975 : Buenos Aires Music Hall
- 1975 : Los chiflados dan el golpe
- 1977 : El casamiento de Laucha